# 코가와 이오리
코가와 이오리(일본어: 古川 いおり)는 일본의 AV 여배우이자, 걸그룹 에비스★마스캇츠의 멤버이다. 1992년 9월 25일 출생. 오사카부 출신.